# Jenő Fitz
Jenő Fitz (Budapest, 5 de febrero de 1921-9 de noviembre de 2011) fue un arqueólogo y numismático húngaro, especializado en las provincias de Roma, que también se ocupó de la epigrafía y la prosopografía. 
Se dio a conocer entre los expertos internacionales a través de algunos escritos importantes sobre la historia romana de su país de origen. Fitz fue uno de los arqueólogos más importantes de Hungría. El trabajo de su vida arqueológica son las excavaciones en la ciudad romana de Gorsium, que dirigió desde el principio. 

## Biografía

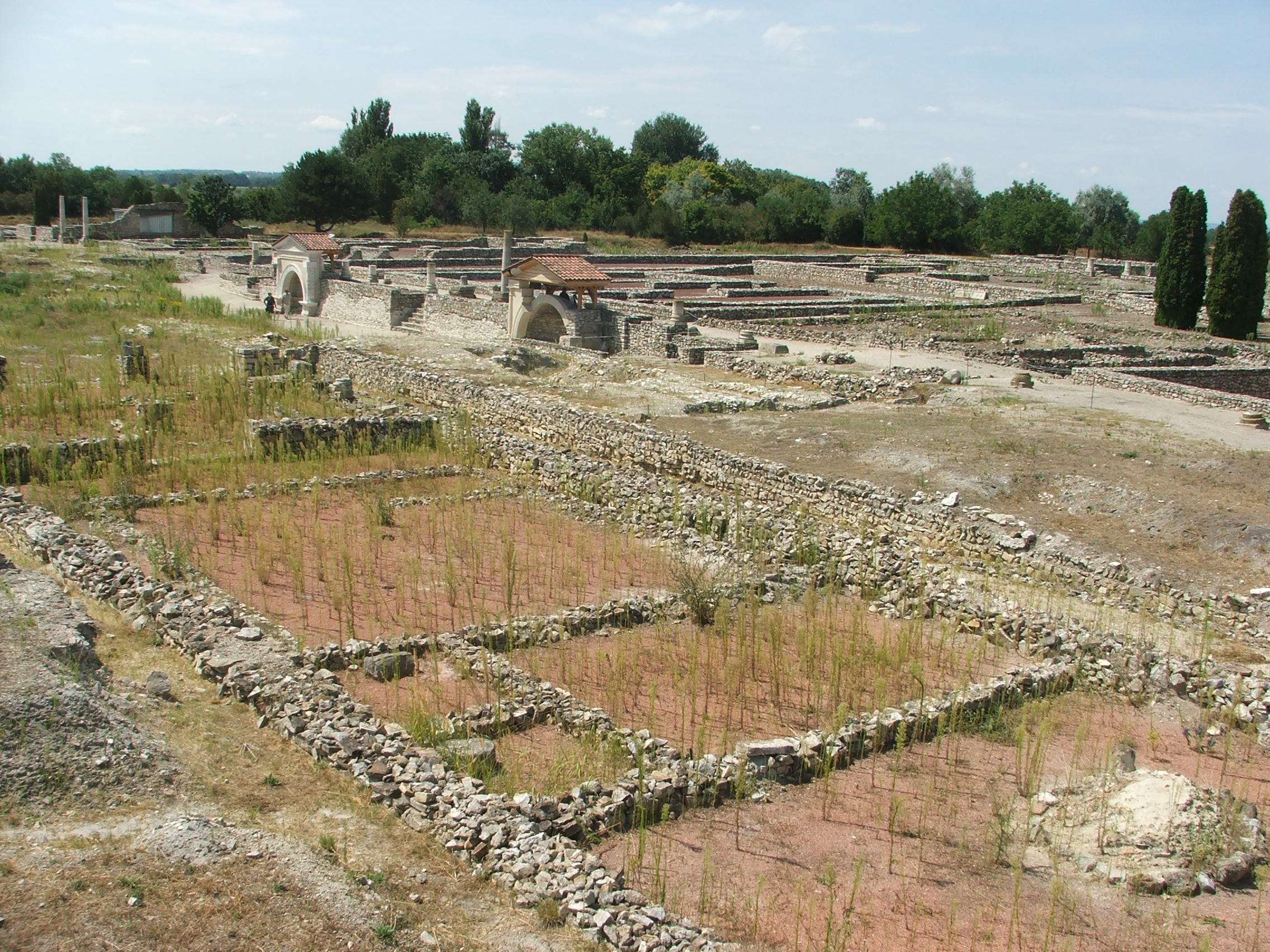
Vista del centro de la ciudad de Gorsium.

Fitz nació en Budapest, hijo de József Fitz y Margit Rónay. De 1931 a 1933 asistió al Gimnasio Lajos Nagy de Pécs y de 1934 a 1939 al Gimnasio Szent Benedek de su ciudad natal. Luego estudió en la Universidad Real Péter Pázmány de Budapest de 1939 a 1943 y trabajó en su Instituto de Arqueología Clásica de 1946 a 1949, primero como pasante y luego como profesor asistente. De 1946 a 1969 también trabajó allí como profesor. Durante este tiempo, en 1947, se doctoró con el trabajo Recuerdos de Hércules en Panonia. Al año siguiente se casó con Éva Petres. De este matrimonio nacieron dos hijos, entre ellos el historiador de arte Péter Fitz, que nació en Budapest el 28 de abril de 1950.
En 1949, Jenő Fitz asumió el cargo de director del Museo Real de san Esteban de Székesfehérvár y permaneció allí hasta 1985. Desde 1958 dirigió las excavaciones en Gorsium (actual Tác), al norte del lago Balaton, y desde 1960 se convirtió en editor de la revista especializada Alba Regia. En 1962 aceptó también el cargo de director del servicio de museos del condado de Fejér y se doctoró en historia antigua en 1985 con una tesis sobre la administración de las provincias de Panonia en el último período del Imperio Romano.
Fitz era miembro de la Sociedad Húngara de Arqueología e Historia del Arte (Magyar Régészeti és Művészettörténeti Társulat), la Sociedad Numismática Húngara (Magyar Numizmatikai Társulat), la Sociedad Epigráfica Internacional Griego-Latina (A Nemzetközi Görög – Latin Epigráfiai Társaság) y fue miembro de pleno derecho del Instituto Arqueológico Alemán y del Instituto Arqueológico Austriaco.

## Obras

### Libros
- Székesfehérvár und Umgebung – Velence-See – Gorsium. Székesfehérvár: Ma Kiadó, 1998.
- Die Verwaltung Pannoniens in der Römerzeit. Vier Bände. Encyclopedia. Budapest: 1993–1995.
- Ein Spaziergang durch das alte Székesfehérvár (Stuhlweißenburg). Székesfehérvár: István Király Múzeum, 1992. ISBN 963-7131-69-8.
- Das Jahrhundert der Pannonier (193–284). Budapest: Corvina Kiadó, 1982. ISBN 963-13-1259-3.
- Der Geldumlauf der römischen Provinzen im Donaugebiet Mitte des 3. Jahrhunderts. Budapest: Akadémiai Kiadó, 1978. ISBN 963-05-0858-3.
- Gorsium – Herculia. Székesfehérvár: István Király Múzeum, 1970.
- Gorsium. Forschungen. Fejér Megyei Múzeumok Igazgatósága, 1974.
- Gorsium – Herculia – Tác. Budapest: Corvina Kiadó/Pannonia, 1973.
- Die Laufbahn der Statthalter in der römischen Provinz Moesia inferior. Böhlau, 1966.
- Gorsium. Székesfehérvár: Fejér Megyei Tanács Idegenforgalmi Hivatala, 1960.
- István Király Múzeum Közleményei. Die Herculesstatue v. Baracska. A baracskai Hercules szobor. Tomo 19. Székesfehérvár:  István Király Múzeum, 1965.
- A Fejer megyebe hurcolt római kövec kérdéséhez. Zur Frage der ins Komitat Fejér verschleppten Steindenkmäler aus der Römerzeit. Székesfehérvár: István Király Muzeum, 1958.

### Editor
- Der Römische Limes in Ungarn en István Király Múzeum Közleményei. Serie A, Nummer 22). Fejér Megyei Múzeumok Igazgatósága. Székesfehérvár: 1976.
- Con Sándor Soproni y András Mócsy: Das Territorium von Aquincum, die Civitas Eraviscorum und die Limesstrecke Matrica-Annamatia und das Territorium von Gorsium en Reihe, Die römischen Inschriften Ungarns (RIU). 6. Lieferung. Enciklopédia Kiadó, Budapest und Rudolf Habelt Verlag. Bonn: 2001. ISBN 3-7749-3054-6.
- Intercisa en Reihe, Die römischen Inschriften Ungarns (RIU). 5. Lieferung. Budapest und Rudolf Habelt Verlag. Bonn: 1991. ISBN 3-7749-2436-8.
- Die Fundmünzen der römischen Zeit in Ungarn, Band 1. Komitat Fejér. Bonn: Rudolf Habelt Verlag, 1990. ISBN 3-7749-2407-4.

### Ensayos (selección)
- Gorsium – Herculia. Teil I: Forschungen 2 en Alba Regia. Bd. 34. Székesfehérvár: 2005. pp. 45–80.
- Der heilige Bezirk des Kaiserkultes in Niederpannonien en Alba Regia. Bd. 32. Székesfehérvár: 2003, pp. 7–40.
- Die Städte Pannoniens en Situla. Razprave narodnega Muzeja v Ljubljani. Bd. 41. Ljubljana: 2003, pp. 47–52.
- Probleme der Zweiteilung Illyricums en Alba Regia. Bd. 29. Székesfehérvár: 2000, pp. 65–73.
- Pannonische Ritter en Alba Regia. Bd. 29. Székesfehérvár: 2000, pp. 115–136.
- Der Besuch des Septimius Severus in Pannonien im Jahr 202 en Acta Archaeologica Academiae Scientiarum Hungaricae. 11. 1959, pp. 237–263.